# NGC 401
NGC 401 је појединачна звезда у сазвежђу Рибе која се налази на NGC листи објеката дубоког неба.
Деклинација објекта је + 32° 45' 36" а ректасцензија 1h 9m 7,7s. Привидна величина (магнитуда) објекта NGC 401 износи 13,6.